# Stadio Renato Dall'Ara
Stadio Renato Dall'Ara is een multifunctioneel stadion in de Noord-Italiaanse plaats Bologna waar onder andere de Serie A-club Bologna FC 1909 haar thuiswedstrijden afwerkt. Het stadion werd in 1927 geopend en telt momenteel 38.279 zitplaatsen. Stadio Renato Dall'Ara bestaat uit één ring waarvan de hoofdtribune overkapt is, ook heeft het een atletiekbaan.
Het stadion draagt sinds 1983 zijn huidige naam, die het te danken heeft aan een voormalig voorzitter van Bologna FC 1909. Na zijn opening kreeg het stadion de naam Stadio Littoriale, die overigens in 1945 plaatsmaakte voor de naam Stadio Comunale.
Stadio Renato Dall'Ara ligt even buiten het historische centrum van Bologna.

## WK interlands
| №  | Datum        | Wedstrijd                                  | Uitslag | Competitie             | Toeschouwers |
| -- | ------------ | ------------------------------------------ | ------- | ---------------------- | ------------ |
| 1. | 27 mei 1934  | Zweden – Argentinië                        | 3 – 2   | WK 1934 Eerste ronde   | 15.000       |
| 2. | 31 mei 1934  | Oostenrijk – Hongarije                     | 2 – 1   | WK 1934 Kwartfinale    | 25.000       |
| 3. | 9 juni 1990  | Verenigde Arabische Emiraten – Colombia    | 0 – 2   | WK 1990 Groepsfase (D) | 30.791       |
| 4. | 14 juni 1990 | Joegoslavië – Colombia                     | 1 – 0   | WK 1990 Groepsfase (D) | 32.257       |
| 5. | 19 juni 1990 | Joegoslavië – Verenigde Arabische Emiraten | 4 – 1   | WK 1990 Groepsfase (D) | 27.833       |
| 6. | 26 juni 1990 | Engeland – België                          | 1 – 0   | WK 1990 Achtste finale | 34.520       |

## Concerten

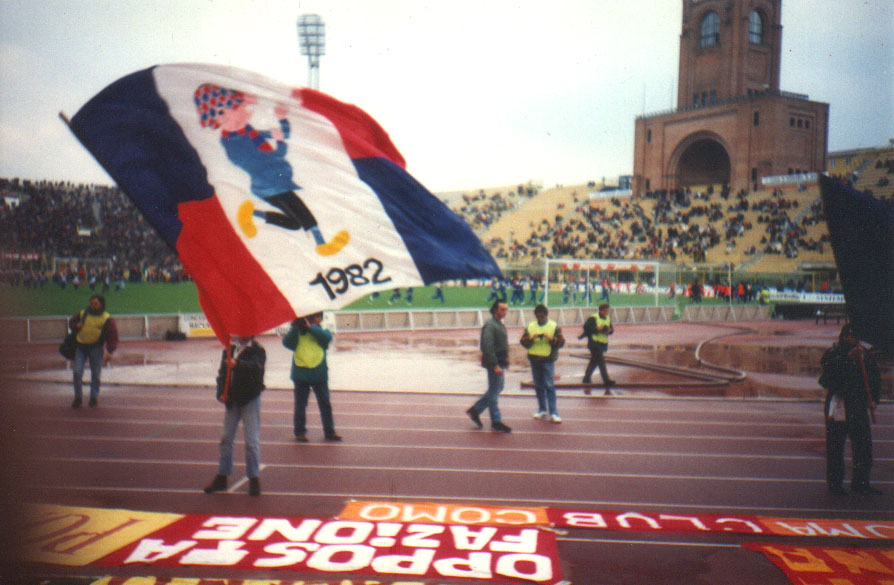
Bologna FC 1909 - AS Roma, maart 1991

Stadio Renato Dall'Ara staat zowel nationaal als internationaal bekend om de concerten die er plaatsvinden.
- 1973 - Elton John (14 april)
- 1979 - Patty Smith (9 september)
- 1980 - Lou Reed (13 juni)
- 1980 - Renato Zero (3 juli)
- 1992 - Elton John met Eric Clapton - The One Tour (6 juli)
- 1993 - Vasco Rossi - Gli Spari Sopra Tour (19 juni)
- 1993 - U2 - Zooropa Tour (17-18 juli)
- 1998 - Eros Ramazzotti - The Best Of Tour (24 juni)
- 1999 - Vasco Rossi - Rewind Tour (30 juni)
- 1999 - R.E.M. (11 juli)
- 2004 - Vasco Rossi - Buoni o Cattivi Tour (9 juni)
- 2006 - Ligabue - Nome e cognome tour 2006 (8 juni)
- 2007 - Vasco Rossi - Vasco Live 2007 (15 september)
- 2008 - Vasco Rossi - Vasco.08 Live in concert (19-20 september)

## Trivia
- Met afmetingen van 105 bij 68 meter is het veld geschikt voor zowel voetbal- als rugbywedstrijden.
- Het stadion was in 1990 getuige van het snelste doelpunt ooit gescoord in aanloop naar een WK voetbal. Na 8.3 seconden wist Davide Gualtieri namens San Marino in de kwalificatiewedstrijd tegen Engeland het net te vinden. De wedstrijd eindigde in een 7-1-overwinning voor Engeland.
- In 1995 was Stadio Renato Dall'Ara ook de gastheer van een oefenwedstrijd rugby, waarin Italië zich met 6-70 liet kloppen door Nieuw-Zeeland.